# Felip Lluís del Palatinat-Neuburg
Felip Lluís del Palatinat-Neuburg — en alemany Philipp Ludwig von Pfalz-Neuburg— (Zweibrücken, 2 d'octubre de 1547 - Neuburg an der Donau, 22 d'agost de 1614) era un noble alemany de la Casa de Wittelsbach, el fill gran del comte Palatí Wolfgang de Zweibrücken (1526 - 1569) i d'Anna de Hessen (1529 - 1591).
En morir el seu pare, el 1569, les seves terres van ser repartides entre Felip Lluís i els seus quatre germans, i Felip Lluís va rebre el ducat de Neuburg. Per mitjà del seu matrimoni, aspirava heretar els dominis dels ducats de Jülich-Clèveris-Berg als quals també aspirava l'Elector de Brandenburg. La controvèrsia hauria pogut desencadenar una guerra, però l'assassinat del rei Enric IV de França alleujà la situació. El 1613 el fill gran de Felip Lluis es va convertir al catolicisme i va obtenir el suport d'Espanya i de la Lliga Catòlica Alemanya, mentre que Brandenburg va rebre el suport dels Països Baixos. La conversió del seu fill i hereu era molt difícil per al luteranisme incondicional de Felip Lluís. En el Tractat de Xanten, el 1614 es va fer un repartiment dels ducats, i ell va rebre el ducat de Jülich i de Berg.

## Matrimoni i fills
El 27 de setembre de 1574 es va casar amb Anna de Jülich-Clèveris-Berg (1552 - 1632), filla del Duc Guillem IV de Julich-Clèveris-Berg (1516 - 1592) i de l'Arxiduquessa d'Àustria Maria d'Habsburg-Jagellon (1531 - 1581). El matrimoni va tenir els següents fills: 
- Anna Maria (1575 - 1643), casat amb Frederic Guillem I de Saxònia-Weimar (1562 - 1602).
- Dorotea Sabina (1576 - 1598).
- Wolfgang Guillem (1578 - 1653), casat primer amb Magdalena de Baviera (1587 - 1628), després amb Caterina Carlota del Palatinat-Zweibrücken (1615 - 1651), i finalment amb la comtessa María Francesca de Fürstenberg-Heiligenberg (1633 - 1702).
- Otó Enric (1580 - 1581).
- August (1582 - 1632), casat amb la princesa Hedwig de Schleswig-Holstein-Gottorp (1603 - 1657).
- Amàlia Hedwig (1584 - 1607).
- Joan Frederic del Palatinat-Sulzbach-Hilpoltstein (1587 - 1644), casat amb la princesa Sofia Agnès de Hessen-Darmstadt (1604 - 1664).
- Sofia Bàrbara (1590 - 1591).